# Torró de Xixona
El Torró de Xixona és una Indicació Geogràfica Protegida (IGP) d'una varietat de torró produïda al municipi de Xixona (l'Alacantí, País Valencià). Es tracta d'una varietat de torró de textura molla, elaborat amb ametles repelades i torrades que, després de la molta i mescla amb la massa de xarop caramel·litzat endurida i blanquejada, a manera de jaspi blanc (obtingut per la cocció de mel, clara d'ou, sucre i/o sucres), donen lloc a una massa de color marró blanquinós, amb grànuls d'ametla variable distribuïts de forma irregular trencant el color natural del producte. És molt popular a la província d'Alacant.
La Indicació Geogràfica Protegida es va dur a terme el 1977, així com el del Torró d'Alacant. D'entre els fabricants protegits hi ha la família Sirvent, amb les marques El Lobo i 1880, Torrons Espí, El Artesano, El Abuelo, Antiu Xixona, Pablo Garrigós Ibáñez o Picó.